# Dactylocythere isabelae
Dactylocythere isabelae är en kräftdjursart som beskrevs av Hobbs och Peters 1977. Dactylocythere isabelae ingår i släktet Dactylocythere och familjen Entocytheridae. Inga underarter finns listade i Catalogue of Life.